# Sommarstubbskivling
Sommarstubbskivling (Kuehneromyces lignicola) är en svampart som först beskrevs av Peck, och fick sitt nu gällande namn av Redhead 1984. Sommarstubbskivling ingår i släktet Kuehneromyces och familjen Strophariaceae.  Arten är reproducerande i Sverige. Inga underarter finns listade i Catalogue of Life.

## Bildgalleri

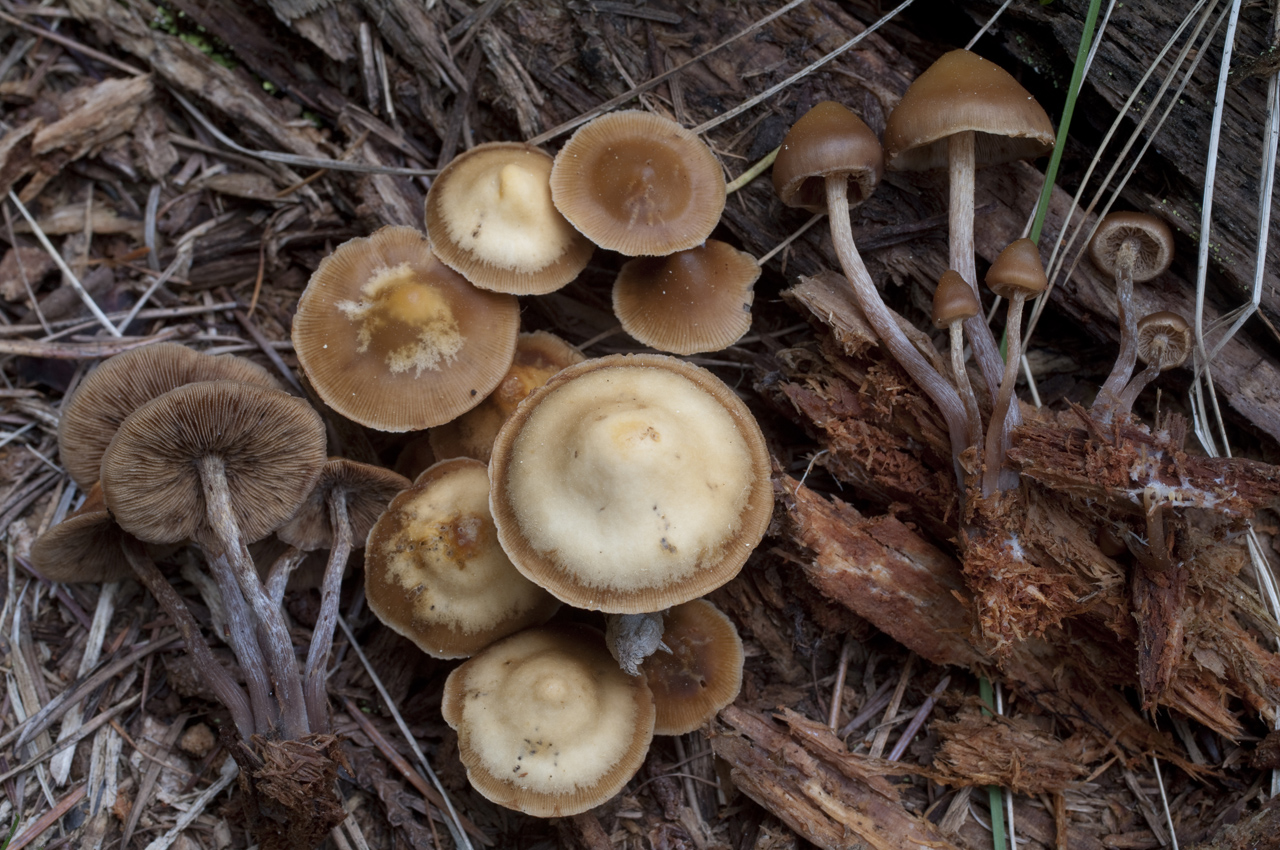